# 埃傑爾山
埃傑爾山（英語：Mount Edgell）是南極洲的山峰，位於南極半島西岸葛拉漢地，處於喬治六世海峽北面入口東岸，海拔高度1,675米，現時由南極條約體系管理。
埃傑爾山以於1932至1945年擔任海軍水道測量師的約翰·奧古斯丁·埃傑爾爵士（Sir John Augustine Edgell）命名，這一名稱此後在國際上獲廣泛使用。